# James Failla
James "Jimmy Brown" Failla (22 de enero de 1919 – 5 de agosto de 1999) fue un caporegime de la familia criminal Gambino quien tenía un importante poder en la industria de la recogida de la basura en Nueva York. La pandilla de Failla tenía su base en Brooklyn y tenía operaciones en Staten Island, Manhattan, y Nueva Jersey.

## Primeros años
Failla creció en el barrio de Bensonhurst en Brooklyn, un vecindario dominado por las familias neoyorquinas de la La Cosa Nostra. Failla se mudó a una casa modesta en Staten Island. En 1951, Failla fue declarado culpable de arreglo de apuestas y juego ilegal y pagó una multa de 25 dólares. Durante los años 1950, se hizo cercano a Carlo Gambino, subjefe de Albert Anastasia, jefe de la familia. Failla luego fue el chofer/guardaespaldas de Gambino. Luego del asesinato de Anastasia en 1957, el nuevo jefe Carlo Gambino lo nombró como su alfil en la industria de la recogida de basura.
En 1966, Failla fue multado nuevamente por juego y apuestas ilegales. En 1970, fue acusado de desacato a la corte por negarse a testificar ante un gran jurado pero el cargo fue dejado de lado. En 1971, Failla llegó a ser un caporegime en la familia Gambino.

## Carrera criminal
Failla era uno de los mafiosos más temidos y respetados en Nueva York y uno de los que más ganancias conseguía. Residía en el barrio de Ocean Breeze, Staten Island, era apodado "Jimmy Brown" por el color de sus trajes, usualmente marrones. A pesar de su poder y riqueza, vivía modestamente.
Los agentes de la ley caracterizaban a Failla de ser extremadamente cauto y estar constantemente preocupado de la vigilancia electrónica. Tenía reputación de ser uno de los mafiosos más discretos. Durante 1983, cuando el FBI estaba grabando en la casa de Paul Castellano, Failla estuvo presente en cientos de horas de reuniones. Durante ese período de seis meses, Failla apenas pronunció diez palabras en todas las cintas combinadas. Para evitar la vigilancia electrónica, Failla no tenía teléfono en su club ubicado en Bensonhurst, Brooklyn. Tenía un póster en la pared mostrando una cucaracha con audífonos que decía "Nuestros bichos tienen orejas". Los hábitos cautelosos de Failla le permitieron evitar la persecución fiscal por muchos años.
Failla dirigía una gran pandilla que estaba involucrada en usura, apuestas ilegales y extorsión. Esta pandilla incluía a miembros de la familia como Joseph "Joey Cigars" Francolino, Joseph "the Cat" LaForte, Anthony Vitta, Thomas "Tommy Sparrow" Spinelli, Louis Astuto, Nunzio Squillante, Philip Mazzara, y Angelo Paccione. El confidente más cercano de Failla, un asociado al que conoció en la escuela de gramática durante la niñez, Bill "Willy The Fox" Martoccia, estaba frecuentemente junto a Failla. Failla y otros con poder reconocían y respetaban a Martoccia por su destreza al negociar la mayoría de los contratos legítimos de recogida de basura de la familia. No era un secreto que esa industria en la ciudad de Nueva York estaba bajo el poder y control de Failla y que Martoccia la administraba. Cuando estaban en la ciudad, ambos podían ser encontrados en el Veterans and Friends Social Club en la calle 86 con la avenida 14 en Bensonhurst, Brooklyn. Durante los meses de invierno, ambos con toda su familia se iban a un resort cerca de Fort Lauderdale, en Florida del Sur. 
Failla y sus asociados eran notoriamente conocidos por ser muy discretos, evitando frecuentemente ser vistos con ciertos individuos en público, y frecuentemente utilizaban la táctica de Failla de "caminar y hablar" para evitar la vigilancia mientras discutían negocios legítimos. A pesar de que Failla era temido por varios ya que su reputación era de un operador fiero y cruel, en efecto conducía la mayor parte de sus negocios de una manera lícita, lo que forjó por muchos años el bloqueo entre él y el sistema judicial penal. Failla evitó ser encarcelado por muchos años lo que se explica en su manera única de manejarse a sí mismo y a sus negocios. Failla es reconocido y distinguido como uno de los principales generadores de riqueza de la familia Gambino. Sin embargo, tras varios años de esfuerzos fallidos del FBI por acusar a Failla, fue finalmente encarcelado y poco después murió cumpliendo una condena de prisión por conspiración para cometer asesinato, un cargo que la oficina del fiscal del distrito construyó con mucha ayuda del mafioso que se hizo testigo del gobierno Sammy "The Bull" Gravano.

## Garitos de la basura
Por 30 años, Failla controló la Trade Waste Association of Greater New York, una asociación de recolectores de basura en el área de Nueva York. Failla entregaba a la familia Gambino la mitad de las ganancias de la asociación. Failla establecía las rutas de recolección y establecía los precios. Otras compañías estaban prohibidas de cambiar rutas o contratar conductores no sindicalizados. Para evitar a los competidores, Failla utilizaba amenazas e intimidación.
En 1993, la empresa de Houston Browning-Ferris Industries (BFI), una corporación dedicada a la recogida de basura a nivel nacional empezó a hacer negocios en Nueva York. En febrero de ese año, un ejecutivo de la compañía encontró la cabeza cortada de un perro en la puerta de su casa en el condado de Rockland, Nueva York (estado). La siguiente nota había sido puesta en la boca del perro: "Bienvenido a Nueva York." Debido al control de la mafia, los negocios de Nueva York pagaban el doble en arbitrios por recogida de basura que los que se pagaban en las ciudades de Chicago y Boston. Junto con el control de Failla del capítulo local 813 del sindicato de camioneros y el sindicato de conductores de camiones recolectores de basura, Failla era capaz de extorsionar cientos de millones de dólares de los negocios de Nueva York. John Gotti, luego de tomar control de la familia, fue grabado diciendo: "Jimmy Brown, tomó la industria de la basura y la convirtió en una tienda de dulces."

## Años de Castellano
En 1976, Gambino murió y Failla se convirtió en el jefe en funciones de la familia Gambino. Sin embargo, el sucesor de Gambino fue Paul Castellano. Failla construyó una fuerte relación con Castellano, reuniéndose con él en su mansión de Todt Hill en Staten Island. El 16 de diciembre de 1985, Failla esperaba por Castellano en el Sparks Steak House en Manhattan para discutir asuntos de la familia. Cuando Castellano llegó al exterior del restaurante, unos pistoleros aliados con el capo Gambino John Gotti lo asesinaron en la calle. Poco después de la muerte de Castellano, Gotti se convirtió en el nuevo jefe. A pesar de los vínculos de Failla con Castellano, Gotti dejó a Failla al cargo de los lucrativos garitos de recogida de basura.

## Años de Gotti
Con el tiempo, Failla construyó una relación cercana con la familia criminal Genovese. Se rumoreó que el liderazgo Genovese quería que Failla fuera el jefe Gambino luego de un intento fallido con el jefe Gambino de ese momento, John Gotti. En 1986, como resultado de las grabaciones realizadas en la casa de Castellano en 1983, Failla fue acusado de cargos de racketeering. Sin embargo, en junio de 1987, Failla fue absuelto de los cargos federales. La razón citada para su absolución era que no conversó en esas grabaciones.
En 1989, Failla participó en el asesinato del mafioso Gambino Thomas Spinelli. Spinelli, un miembro de la pandilla de Failla, había testificado ante un gran jurado y debía comparecer nuevamente. El subjefe Gambino Sammy Gravano ordenó el asesinato de Spinelli para evitar que diera más información. Spinelli fue asesinado dentro una fábrica de Brooklyn.
En diciembre de 1990, cuando Gotti fue a prisión esperando su juicio, señaló a Failla como jefe en funciones de la familia. Luego del encarcelamiento de Gotti, Failla y Peter Gotti juntos ejercieron el puesto de jefe en funciones hasta que Peter tomó el control completamente. 

## Prisión
En 1991, Gravano se convirtió en un testigo del gobierno e implicó a Failla en el asesinato de Spinelli de 1989. En abril de 1993, Failla fue acusado de cargos de racketeering y asesinato contra Spinelli. En 1994, en un acuerdo de culpabilidad, Failla se declaró culpable de un cargo de conspiración para cometer asesinato. Durante la lectura de sentencia, Failla apareció en la corte en muletas y su abogado pidió clemencia ante los problemas cardíaco y de hipertensión de su cliente. Failla fue sentenciado a siete años en prisión.
El 5 de agosto de 1999, James Failla murió de causas naturales en una prisión federal en Texas. Está enterrado en el Moravian Cemetery en New Dorp, Nueva York.